# 샤힌 기라이

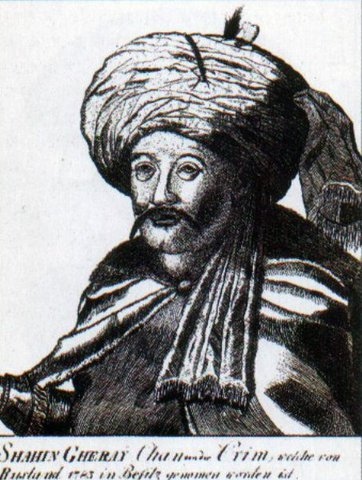

샤힌 기라이(크림 타타르어: Şahin Geray شاهين كراى)은 크림 칸국의 마지막 칸이다. 그에게는 조국의 배신자와 개혁군주라는 엇갈린 평가가 존재한다. 그는 러시아 제국의 지역적인 우위를 인정했으며 이를 근대화의 발탄으로 삼으려고했다. 러시아는 크림 칸국을 친 러시아 국가로 만들려고했으나, 샤힌 기라이는 순전히 협조적인 지도자는 아니었다.

## 참고 문헌
- 오종진 (2010년 7월 22일). 《"Şahin Giray the Last Khan of the Crimean Khanate: the Reformer Khan or the Traitor of Crimeans (크림칸국의 마지막 칸 샤힌 기라이에 대한 연구: 개혁군주 혹은 변절자)"》 (학위논문).

| 전임 사힙 2세 기라이 | 크림의 칸 1777년 ~ 1782년 | 후임 바하두르 2세 기라이 |

| 전임 바하두르 2세 기라이 | 크림의 칸 1782년 ~ 1783년 |  |